# کاترین رووت
کاترین جوآنا رووت (به انگلیسی: Catherine Joanna Rowett) (زادهٔ ۲۹ دسامبر ۱۹۵۶، که قبلاً با نام کاترین آزبورن از ۱۹۷۹ تا ۲۰۱۱ منتشر می‌شد) یک آکادمیک بریتانیایی و عضو سابق پارلمان اروپا به نمایندگی از حزب سبز انگلستان و ولز است. او استاد فلسفه در دانشگاه آنگلیا شرقی است. او به ویژه به دلیل کارش در زمینه فلسفه یونان، به ویژه فیلسوفان پیش سقراطی شناخته شده است. او از سال ۲۰۱۹ تا ۳۱ ژانویه ۲۰۲۰، زمانی که بریتانیا از اتحادیه اروپا خارج شد، عضو حزب سبز در پارلمان اروپا (MEP) برای شرق انگلستان بود.

## آثار برگزیده

### در نقش کاترین رووت
- Knowledge and Truth in Plato: Stepping Past the Shadow of Socrates (Oxford University Press, 2018)

### در نقش کاترین آزبورن
- Philoponus: On Aristotle Physics 1.4-9 (Ancient Commentators on Aristotle, Duckworth, 2009)
- Dumb beasts and Dead Philosophers: Humanity and the Humane in Ancient Philosophy and Literature (Oxford University Press, 2007)[۳]
- Philoponus Commentary on Aristotle's Physics book 1.1-3 (Ancient Commentators on Aristotle, Duckworth, 2006)
- Presocratic Philosophy: a very Short Introduction (Oxford University Press, 2004)
- Eros Unveiled: Plato and the God of Love (Clarendon Press, 1994)[۴]
- Rethinking Early Greek Philosophy: Hippolytus of Rome and the Presocratics (Cornell University Press, 1987)[۵]